# Марс (Чекмагушевский район)
Марс — упразднённый посёлок Рапатовского сельсовета Чекмагушевского района БАССР.
Находился в 68 километрах от ближайшей железнодорожной станции Буздяк, в 9 км районного центра села Чекмагуш и в 3 км от центра сельсовета села Рапатово.
В 1969 году проживали 108 человек, преимущественно татары.
Официально закрыт в 1979 году указом Президиума ВС Башкирской АССР от 29.09.1979 N 6-2/312 «Об исключении некоторых населенных пунктов из учетных данных по административно-территориальному делению Башкирской АССР».